# (48434) Maxbeckmann
(48434) Maxbeckmann est un astéroïde de la ceinture principale.

## Description
(48434) Maxbeckmann est un astéroïde de la ceinture principale. Il fut découvert le 23 octobre 1989 à Tautenburg par Freimut Börngen. Il présente une orbite caractérisée par un demi-grand axe de 2,66 UA, une excentricité de 0,08 et une inclinaison de 1,8° par rapport à l'écliptique.

## Compléments